# عمری کلیمن
عمری کلیمن (انگلیسی: Omari Kellyman؛ زادهٔ ۱۵ سپتامبر ۲۰۰۵) بازیکن فوتبال اهل ایرلند شمالی است که برای باشگاه چلسی بازی می‌کند. 
وی همچنین در تیم‌های ملی فوتبال زیر ۱۷ و ۱۸ سال ایرلند شمالی و زیر ۱۹ سال انگلستان بازی کرده است.